# Zach Wamp

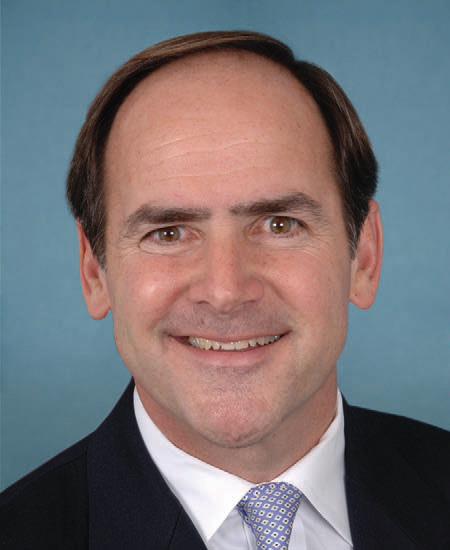
Zach Wamp

Zachary Paul „Zach“ Wamp (* 28. Oktober 1957 in Fort Benning, Georgia) ist ein US-amerikanischer Politiker. Zwischen 1995 und 2011 vertrat er den Bundesstaat Tennessee im US-Repräsentantenhaus.

## Werdegang
Zach Wamp besuchte bis 1976 die McCallie School in Chattanooga. Anschließend studierte er an der University of North Carolina in Chapel Hill sowie an der University of Tennessee in Knoxville. Danach arbeitete er in der Immobilienbranche. Außerdem begann er als Mitglied der Republikanischen Partei eine politische Laufbahn.
Bei den Kongresswahlen des Jahres 1994 wurde er im dritten Wahlbezirk von Tennessee in das US-Repräsentantenhaus in Washington, D.C. gewählt, wo er am 3. Januar 1995 die Nachfolge der Demokratin Marilyn Lloyd antrat. Nach sieben Wiederwahlen, wobei er 2002 und 2004 gegen John Wolfe gewann, konnte er bis zum 3. Januar 2011 acht Legislaturperioden im Kongress absolvieren. Diese waren von den Ereignissen der Terroranschläge am 11. September 2001 und des Irakkrieges geprägt. Im Kongress war Wamp Mitglied im Bewilligungsausschuss sowie in zwei von dessen Unterausschüssen.
Im Jahr 2010 verzichtete Zach Wamp auf eine erneute Kandidatur für den Kongress; stattdessen bewarb er sich erfolglos um das Amt des Gouverneurs von Tennessee. In der Primary unterlag er dem späteren Wahlsieger Bill Haslam. Mit seiner Frau Kimberly hat er zwei Kinder. Die Familie lebt in Chattanooga.